# ワイルドホース・サルーン
ワイルドホース・サルーン(Wildhorse Saloon)は、テネシー州ナッシュビルのダウンタウンにあるカントリー音楽をテーマとしたレストラン、ライブハウス、ダンスクラブである。ゲイロード・エンターテイメント・カンパニー所有。1994年6月1日、改造した倉庫でオープンし、まず1990年代前中期のラインダンスの大流行を利用。それがバーとラインダンスの会場として成功し続け、近年全てのジャンルの音楽のためのコンサート会場として成功。ダウンタウンにあり、オープンバーで、大きなアトリウムと常設ステージがあるため、フォーマルなパーティ会場として使われることもある。
ワイルドホースは3階建てで、上の2階はダンスフロアとステージを見渡せる。
ワイルドホースは大きなダンスフロアとしても一般に知られている。ゲイロードはオープリーランドのように全て大きく造るのが好きで、ワイルドホースのダンスフロアは計4,982平方フィートで世界一大きいと認定される。
2009年7月、J.C.アンデルセン・バンド がワイルドホース専属バンドとなる。

## メディア
ワイルドホースはゲイロード所有でもあったフルサービスのラジオスタジオ（以前WSM-FMに使われていた）を収容。1990年代半ばにナッシュビル・ネットワークでワイルドホース・サルーン・ダンス・ショーを主催。また、『アメリカン・アイドル』の第2シーズンのオーディション場所として使われる。最近ではカントリー・ミュージック・テレビジョンの『Idol 』のスピンオフ『Can You Duet 』の舞台として用いられる。

## ウォルト・ディズニー・ワールド・リゾート
第2のワイルドホースはフロリダ州レイクブエナビスタにあるウォルト・ディズニー・ワールド・リゾートのプレジャー・アイランドで1998年からの2001年までゲイロード・エンターテイメントとレヴィ・レストランとの合弁事業としてオープン。ゲイロードとレヴィは株式をディズニーに売り、その場所は現在『モーション』というダンスクラブの本拠地である。